# Francesc Soria
Francesc Xavier Soria Gómez (* 2. Juni 1972), auch in der Schreibweise Xavier Soria oder Francesc Soria, ist ein ehemaliger andorranischer Fußballspieler auf der Position des Mittelfelds. Er war zuletzt für den UE Sant Julià und die Andorranische Fußballnationalmannschaft aktiv.

## Verein
Soria begann seine Profikarriere im Jahr 1998, im Hauptstadtklub FC Santa Coloma in der Primera Divisió. In seiner Debütsaison wurde er mit der Mannschaft andorranischer Vizemeister und stand im Endspiel des Copa Constitució, welches jedoch mit 3:1 gegen CE Principat verloren ging. Nach einem weiteren Vizemeistertitel in der Saison 1999/20, gewann er eine Spielzeit später seine ersten Vereinstitel mit den Double aus Meisterschaft und Nationalen Pokal. Im Jahr 2002 wechselte er innerhalb der Liga zu UE Sant Julià, wo er in seiner Debütsaison mit dem Team den dritten Platz in der Meisterschaft belegte. Seinen ersten Titel mit den neuen Verein, feierte er mit den Sieg im Finale des Supercup gegen FC Santa Coloma. Er stand mit seinen Verein mehrfach im Endspiel um den Nationalen Pokal, scheiterte jedoch immer an seinen früheren Klub FC Santa Coloma. 2005 gewann er mit seiner zweiten andorranischen Meisterschaft seinen letzten Vereinstitel. Am Ende der Saison 2007 beendete er seine Karriere.

## Nationalmannschaft
Sein Debüt für die Andorranische Fußballnationalmannschaft gab Soria am 9. Oktober 1999 im Rahmen der Qualifikation zur Europameisterschaft 2000 gegen die Auswahl der Armenien. Er nahm an Qualifikationsspielen zur Fußball-Weltmeisterschaft 2002 teil, konnte jedoch keine nennenswerten Erfolge erzielen. Seinen letzten Einsatz im Trikot der Nationalelf absolvierte er am 7. Juni 2002, im Freundschaftsspiel gegen die Auswahl von Armenien.

## Erfolge

### Verein
- Andorranischer Meister: 2000/01, 2004/05
- Andorranischer Pokalsieger: 2001
- Andorranischer Supercup: 2004